# Brazilina
La brazilina es un pigmento rojo obtenido de la madera del palo de Brasil (géneros Caesalpinia y Paubrasilia), y también se conoce como Rojo Natural 24. La brazilina se ha utilizado al menos desde la Edad Media como  tinte para textiles, y se ha utilizado también para fabricar pinturas y tinta. El color específico producido por el pigmento depende de su modo de preparación: en una solución ácida la brazilina tendrá un color amarillo, pero en una preparación alcalina adquiere color rojo. La brazilina está estrechamente relacionada con el colorante azul-negro hematoxilina, que tiene un grupo hidroxilo menos. La brazileína es el nombre para el pigmento oxidado.

## Farmacognosia
La brazilina es conocida por inhibir la telomerasa. A una concentración menor de 100 micromoles y elimina a las células cancerosas in vitro. Ya que los efectos secundarios potenciales pueden ser bajos en comparación con la actividad sobre células cancerosas, los análogos de la brazilina son estudiados como alternativas en quimioterapia.